# Julioprofe
Julio Alberto Ríos Gallego (Cali, 22 de marzo de 1973), más conocido como Julioprofe, es un ingeniero civil, profesor, conferencista, tutor, creador de contenido educativo y youtuber colombiano.

## Biografía
Nació en Cali, Valle del Cauca, cursó estudios de primaria y secundaria en el Colegio Lacordaire, siendo uno de los mejores estudiantes de su generación. Realizó sus estudios de ingeniería civil en la Universidad del Valle. Es casado y padre de dos hijas. Actualmente vive en su ciudad natal.
Ha sido profesor de colegios y universidades, como el Colegio Hebreo Jorge Isaacs, la Corporación Universitaria Minuto de Dios y la Facultad de Medicina de la Universidad San Martín de Cali.
Buscando motivar a sus alumnos, el 6 de abril de 2009, lleva sus clases a internet, más concretamente a YouTube con el canal Julioprofe, el cual cuenta con más de 4.5 millones de suscriptores, donde sus vídeos educativos tienen más de 634
millones de reproducciones.
Conocido como Julioprofe, se convirtió en un referente mundial por la realización de material y vídeos de aprendizaje electrónico de educación gratuita en las áreas de: álgebra, geometría, trigonometría, geometría analítica, cálculo, física, álgebra lineal y matemáticas superiores. Utiliza un esquema de enseñanza donde él es un profesor tutor y el estudiante puede aprender desde su computadora o teléfono inteligente, en su casa en cualquier momento.
Desde septiembre de 2011 forma parte del proyecto educativo Academia Vásquez, siendo responsable de la producción de videos de álgebra y representante en Colombia de dicho proyecto educativo.
A comienzos de febrero de 2013 firmó un convenio con la Fundación Transformemos, para producir vídeos de matemáticas. En junio del mismo año, el canal National Geographic (NatGeo) destacó su trabajo en el documental "A un clic".
En 2014, el Banco Interamericano de Desarrollo (BID) destacó el trabajo de Julio Ríos Gallego como una de las 10 mejores experiencias educativas innovadoras y masivas de Latinoamérica, entre 120 trabajos evaluados. Sus videos fueron reproducidos a la fecha 353 millones de veces en 95 países.

## Reconocimientos
Es considerado como uno de los casos exitosos de Colombia en YouTube, además los vídeos de Julio Ríos Gallego son de los más vistos de YouTube en Colombia.
Fue nominado a los Premios Mejores Líderes de Colombia en 2012 y al "Premio Revolucionario" en 2013 en la categoría Innovación, por sus aportes educativos en Internet, reconocimiento estadounidense a los latinos que usan las redes sociales con el fin de generar cambios positivos.

«El estudiante debe convencerse de que la matemática entra por la mano y no tanto por los ojos. Aunque hay que comprender la teoría (leyendo libros, mirando los vídeos, presentaciones y animaciones que hoy la tecnología pone a nuestra disposición), lo verdaderamente efectivo para asimilar los contenidos es sentarse a escribir, a hacer los ejercicios y problemas de aplicación, para ir ganando seguridad y aumentar poco a poco el repertorio de estrategias...»
Julio Ríos, septiembre de 2010.

El 7 de diciembre de 2020, batió el Récord Guiness de "la mayor cantidad de espectadores de una transmisión en vivo de matemáticas en YouTube" con un total de 213.586 espectadores. Dicha transmisión fue realizada en el marco de Recrea Academy, un evento realizado en el estado de Jalisco, México.

## Libro
- 2019, Julioprofe, el profesor youtuber. Prólogo de Joanna Prieto (ISBN 978-958-757-852-2)